# روح جدید
روح جدید (The New Spirit) یک پویانمایی کوتاه آمریکایی محصول ۱۹۴۲ است که توسط استودیو انیمیشن والت دیزنی و وزارت خزانه‌داری ایالات متحده آمریکا تولید و توسط کمیته فعالیت‌های جنگ در صنعت فیلم منتشر شده‌است. این کارتون، که دانلد اردک نیز در آن نقش آفرینی می‌کند، اولین فیلمی بود که به عنوان بخشی از تولیدات تبلیغات والت دیزنی در جنگ جهانی دوم ساخته شد. این تبلیغات توسط هنری مورگنتائو جونیور، وزیر دفاتر خزانه داری، برای تشویق شهروندان آمریکایی برای پرداخت مالیات بر درآمد خود در حمایت از تلاش جنگ انجام شد. این فیلم توسط ویلفرد جکسون و بن شارپستین کارگردانی شده‌است و کلارنس نش صداپیشگی دانلد، فرد شیلدز صداپیشگی گوینده رادیو را انجام می‌دهند و کلیف ادواردز آهنگ فیلم را می‌خواند.
روح جدید در پانزدهمین دوره جوایز اسکار، نامزد دریافت جایزه اسکار بهترین فیلم مستند شد، افتخاری که این فیلم با ۲۴ فیلم دیگر به اشتراک گذاشت. سال بعد، دیزنی روح چهل و سه را منتشر کرد که هدف مشابهی داشت و در آن بسیاری از صحنه‌های روح جدید دوباره استفاده شد. این فیلم، برای اولین بار از زمان انتشار اصلی اش، در ۲۰۰۴ در مجموعه گنجیه‌های والت دیزنی: برروی خط جلویی در دی وی دی منتشر شد.